# Campeonato de Clubes de la CFU 2009
El Campeonato de Clubes de la CFU del 2009 fue la 11.ª edición del torneo de fútbol a nivel de clubes del Caribe organizado por la CFU y otorgó tres plazas para la Concacaf Liga Campeones 2009-2010. Intervinieron oncenas de Puerto Rico, Antigua y Barbuda, Dominica, Trinidad y Tobago, Guyana, Surinam, Haití, Aruba y Antillas Neerlandesas.
El W Connection de Trinidad y Tobago venció en la final al Puerto Rico Islanders de Puerto Rico para ganar el título y convertirse en tricampeones caribeños. Mientras que el también trinitobaguense San Juan Jabloteh ocupó la tercera plaza para el principal torneo internacional de clubes de CONCACAF.

## Primera ronda
| Local                 | Resultado | Visita            | Ida   | Vuelta |
| --------------------- | --------- | ----------------- | ----- | ------ |
| Sevilla FC            | 3 – 5     | Hoppers           | 3 – 3 | 0 – 2  |
| Centre Bath Estate FC | 1 – 17    | W Connection      | 0 – 5 | 1 – 12 |
| Alpha United FC       | 1 – 3     | Tempête           | 1 – 1 | 0 – 2  |
| Cavaly                | 6 – 0     | Britannia         | 5 – 0 | 1 – 0  |
| CSD Barber            | 2 – 3     | Inter Moengotapoe | 1 – 3 | 1 – 0  |

## Segunda ronda
El San Juan Jabloteh fue premiado con iniciar el torneo en la segunda ronda.
| Equipo 1          | Agr.  | Equipo 2          | Ida   | Vuelta |
| ----------------- | ----- | ----------------- | ----- | ------ |
| San Juan Jabloteh | 5 – 2 | Inter Moengotapoe | 2 – 1 | 3 – 1  |
| Hoppers           | 0 – 8 | Tempête           | 0 – 4 | 0 – 4  |
| W Connection      | 4 – 1 | Cavaly            | 3 – 1 | 1 – 0  |

## Semifinales
El Puerto Rico Islanders fue ubicado para iniciar en las semifinales.
| Local                 | Visita       | Resultado  |
| --------------------- | ------------ | ---------- |
| Puerto Rico Islanders | Tempête      | 2-0 (t.e.) |
| San Juan Jabloteh     | W Connection | 1-2        |

## Tercer lugar
| Local   | Visita            | Resultado |
| ------- | ----------------- | --------- |
| Tempête | San Juan Jabloteh | 1-2       |

## Final
| Local                 | Visita       | Resultado |
| --------------------- | ------------ | --------- |
| Puerto Rico Islanders | W Connection | 1-2       |

| Campeón                |
| W Connection 3º título |

## Clasificados aConcacaf Liga Campeones 2009-10
| W Connection | PR Islanders | San Juan Jabloteh |
| ------------ | ------------ | ----------------- |

## Goleadores
| Goles     | Jugador             | Club              |
| --------- | ------------------- | ----------------- |
| 6         | Jonathan Faña Frías | W Connection      |
| 5         | Hughton Hector      | W Connection      |
| 4         | Andre Toussaint     | W Connection      |
| 3         | Matthew Bartholomew | W Connection      |
| 3         | Belfort Fils        | Tempête           |
| 3         | Kelly Frederick     | Hoppers           |
| 3         | Alex Milien         | Cavaly            |
| 2         | Andre Amy           | Cavaly            |
| 2         | Cadet Eliphene      | Tempête           |
| 2         | Cyrano Glen         | San Juan Jabloteh |
| 2         | Elton John          | San Juan Jabloteh |
| 2         | Kerron Smith        | W Connection      |
| 2         | Amius Thompson      | Tempête           |
| 2         | Christian Viveros   | W Connection      |
| 2         | Ives Vlijter        | Inter Moengotapoe |
| 1         | 27 jugadores        | 27 jugadores      |
| Autogoles | 2 jugadores         | 2 jugadores       |